# Kračule
Kračule (en serbe cyrillique : Крачуле) est un village de Bosnie-Herzégovine. Il est situé sur le territoire de la ville d'Istočno Sarajevo, dans la municipalité de Pale et dans la république serbe de Bosnie. Selon les premiers résultats du recensement bosnien de 2013, il compte 76 habitants.

## Géographie
Le village est situé à l'ouest du mont Romanija, au bord de la rivière Jasenova.

## Démographie

### Évolution historique de la population dans la localité
| 1948 | 1953 | 1961 | 1971 | 1981 | 1991 | 2013 |
| ---- | ---- | ---- | ---- | ---- | ---- | ---- |
| -    | -    | 102  | 85   | 82   | 77   | 76   |

|  |